# قرية مونرويي (نيويورك)
قرية مونرويي (بالإنجليزية: Monroe (village), New York)‏ هي معلم جغرافي تقع في الولايات المتحدة في نيويورك (ولاية). يقدر عدد سكانها بـ 8,364 نسمة .

## التركيبة السكانية
حدّد مكتب تعداد الولايات المتحدة بيانات التركيبة السكانية لقرية مونرويي في تعداد الولايات المتحدة. في ما يلي، التركيبة السكانية حسب تعدادي 2000 و2010.

### تعداد عام 2000
بلغ عدد سكان قرية مونرويي 7,780 نسمة بحسب تعداد عام 2000، وبلغ عدد الأسر 2,569 أسرة وعدد العائلات 2,101 عائلة مقيمة في القرية. في حين سجلت الكثافة السكانية 844.7 نسمة لكل كيلومتر مربع (2,187.8/ميل2). وبلغ عدد الوحدات السكنية 2,620 وحدة بمتوسط كثافة قدره 284.5 لكل كيلومتر مربع (736.9/ميل2).
وتوزع التركيب العرقي للقرية بنسبة 91.03% من البيض و2.57% من الأمريكيين الأفارقة و0.40% من الأمريكيين الأصليين و2.34% من الأمريكيين ذوي الأصول الآسيوية و0.01% من سكان جزر المحيط الهادئ و2.28% من الأعراق الأخرى و1.38% من عرقين مختلطين أو أكثر و8.73% من الهسبانيون أو اللاتينيون من أي عرق.
بلغ عدد الأسر 2,569 أسرة كانت نسبة 46.4% منها لديها أطفال تحت سن الثامنة عشر تعيش معهم، وبلغت نسبة الأزواج القاطنين مع بعضهم البعض 69.8% من أصل المجموع الكلي للأسر، ونسبة 8% من الأسر كان لديها معيلات من الإناث دون وجود شريك، بينما كانت نسبة 4% من الأسر لديها معيلون من الذكور دون وجود شريكة وكانت نسبة 18.2% من غير العائلات. تألفت نسبة 14.6% من أصل جميع الأسر من عدة أفراد يعيشون في نفس المنزل ونسبة 5.7% كانت تتألف من شخص يعيش بمفرده يبلغ من العمر 65 عاماً أو أكثر. وبلغ متوسط حجم الأسرة المعيشية 3.01، أما متوسط حجم العائلات فبلغ 3.35.
بلغ العمر الوسطي للسكان 36.3 عاماً. وكانت نسبة 29.2% من القاطنين تحت سن الثامنة عشر، وكانت نسبة 6.3% بين الثامنة عشر والرابعة والعشرين عاماً، ونسبة 30.8% كانت واقعةً في الفئة العمرية ما بين الخامسة والعشرين والرابعة والأربعين عاماً، ونسبة 23.7% كانت ما بين الخامسة والأربعين والرابعة والستين، ونسبة 9.4% كانت ضمن فئة الخامسة والستين عاماً فما فوق. يوجد لكل 100 أنثى 98.4 ذكر، ويوجد لكل 100 أنثى في الثامنة عشر من عمرها فما فوق 94.3 ذكر.
بلغ متوسط دخل الأسرة في القرية 70,809 دولارًا، أما متوسط دخل العائلة فبلغ 76,894 دولارًا. وكان متوسط دخل الذكور 63,033 دولارًا مقابل 33,184 دولارًا للإناث. وسجل دخل الفرد الخاص بالقرية 25,614 دولارًا. وكانت نسبة 4.6% من العائلات ونسبة 4.8% من السكان تحت خط الفقر، وكان من هؤلاء نسبة 4.2% تحت سن الثامنة عشر ونسبة 5.1% في الخامسة والستين من العمر وما فوق.

### تعداد عام 2010
بلغ عدد سكان قرية مونرويي 8,364 نسمة بحسب تعداد عام 2010، وبلغ عدد الأسر 2,743 أسرة وعدد العائلات 2,184 عائلة مقيمة في القرية. في حين سجلت الكثافة السكانية 908.1 نسمة لكل كيلومتر مربع (2,352.0/ميل2). وبلغ عدد الوحدات السكنية 2,846 وحدة بمتوسط كثافة قدره 309 لكل كيلومتر مربع (800.3/ميل2).
وتوزع التركيب العرقي للقرية بنسبة 82.51% من البيض و4.07% من الأمريكيين الأفارقة و0.23% من الأمريكيين الأصليين و4.33% من الأمريكيين ذوي الأصول الآسيوية و0.05% من سكان جزر المحيط الهادئ و7.04% من الأعراق الأخرى و1.78% من عرقين مختلطين أو أكثر و19.58% من الهسبانيون أو اللاتينيون من أي عرق.
بلغ عدد الأسر 2,743 أسرة كانت نسبة 43.2% منها لديها أطفال تحت سن الثامنة عشر تعيش معهم، وبلغت نسبة الأزواج القاطنين مع بعضهم البعض 65.5% من أصل المجموع الكلي للأسر، ونسبة 9.5% من الأسر كان لديها معيلات من الإناث دون وجود شريك، بينما كانت نسبة 4.6% من الأسر لديها معيلون من الذكور دون وجود شريكة وكانت نسبة 20.4% من غير العائلات. تألفت نسبة 16.8% من أصل جميع الأسر من عدة أفراد يعيشون في نفس المنزل ونسبة 7.6% كانت تتألف من شخص يعيش بمفرده يبلغ من العمر 65 عاماً أو أكثر. وبلغ متوسط حجم الأسرة المعيشية 3.04، أما متوسط حجم العائلات فبلغ 3.39.
بلغ العمر الوسطي للسكان 38.4 عاماً. وكانت نسبة 27.3% من القاطنين تحت سن الثامنة عشر، وكانت نسبة 8.2% بين الثامنة عشر والرابعة والعشرين عاماً، ونسبة 25.7% كانت واقعةً في الفئة العمرية ما بين الخامسة والعشرين والرابعة والأربعين عاماً، ونسبة 28.1% كانت ما بين الخامسة والأربعين والرابعة والستين، ونسبة 10.8% كانت ضمن فئة الخامسة والستين عاماً فما فوق. وتوزع التركيب الجنسي للسكان بنسبة 50.5% ذكور و49.5% إناث.